# Piedras Negras (Guatemala)
Koordinaten: 17° 10′ 0″ N, 91° 15′ 45″ W
Piedras Negras (eigentlicher Name, Emblemglyphe: Yokib’, Mayathan für „Canyon“, „Eingang“) ist eine klassische Ruinenstätte der Tiefland-Maya am Usumacinta-Fluss in Guatemala auf dem Gebiet der Gemeinde (municipio) Las Cruces nahe der heutigen Grenze zu Mexiko.

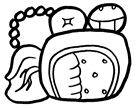
Piedras Negras – Emblemglyphe

## Geschichte
Der Ort wurde um etwa 400 v. Chr. erstmals besiedelt. In seiner Blütezeit im 8. Jahrhundert n. Chr. war Piedras Negras eines der Zentren, die den Handel am Usumacinta kontrollierten. Aus dieser Zeit stammt auch ein Großteil der insgesamt ca. 60 skulptierten Steinmonumente. Im 9. Jahrhundert wurde die Stadt wie viele andere Städte der Maya verlassen. Ende des 19. Jahrhunderts wurde sie von Teobert Maler wiederentdeckt, aber erst in den 1930er Jahren erforscht und teilweise ausgegraben.

## Ruinenstätte
Die etwa 15 bis 20 m oberhalb des Flusses gelegene Ruinenstädte ist vom Dschungel überwuchert und kaum restauriert oder rekonstruiert. Interessant sind lediglich einige zerbrochene Stelen.

## Skulpturen
Die meisten Skulpturen von Piedras Negras befinden sich heute im Nationalmuseum für Archäologie und Ethnologie in Guatemala-Stadt.
Thron 1
Die teilweise durchbrochene Rückenlehne des „Thron 1“ gehört zu den außergewöhnlichsten und besterhaltenen Zeugnissen der bronze- und eisenlosen Maya-Kultur überhaupt: Zwei plastisch gestaltete und somit beinahe lebendig wirkende Herrscher mit nacktem Oberkörper, Schädeldeformation, aufwändigem Kopfschmuck sowie Halsketten und Ohrgehänge stehen oder sitzen einander gegenüber; wie in einem angeregten Zwiegespräch ist jeweils eine Hand beider Personen (möglicherweise zwei Brüder oder der verstorbene Vater und sein Sohn bzw. Nachfolger) erhoben.
Stele 13
Stele 13 zeigt Ha' K'in Xook, den Herrscher vorletzten Herrscher von Piedras Negras. Er sitzt – ungewöhnlich für die Maya-Kunst – mit angewinkelten Beinen auf einem kissenartigen Sockel; beide Arme sind auf die Knie gestützt. Sein Oberkörper und seine Oberarme werden von einem breiten Brustpektorale bedeckt. Er trägt eine aufwändige Kopfbedeckung mit Federschmuck und Götterfigürchen.
Stele 15
Die Stele 15 zeigt K'inich Yat Ahk II., den letzten Herrscher von Piedras Negras. Auch er trägt einen aufwändigen Kopfschmuck (zerstört), ein Brustpektoral, einen breiten Hüftgurt mit einem herabhängenden Schurz sowie dekorative Unterschenkelmanschetten. Die Hände sind nicht exakt symmetrisch, sondern leicht versetzt angeordnet, was auch dieser Figur eine gewisse Lebensnähe verleiht.

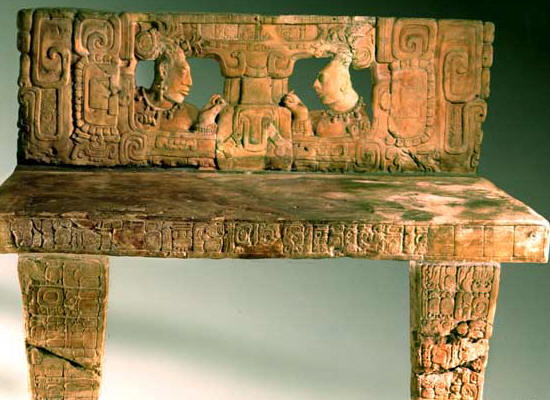
Thron 1
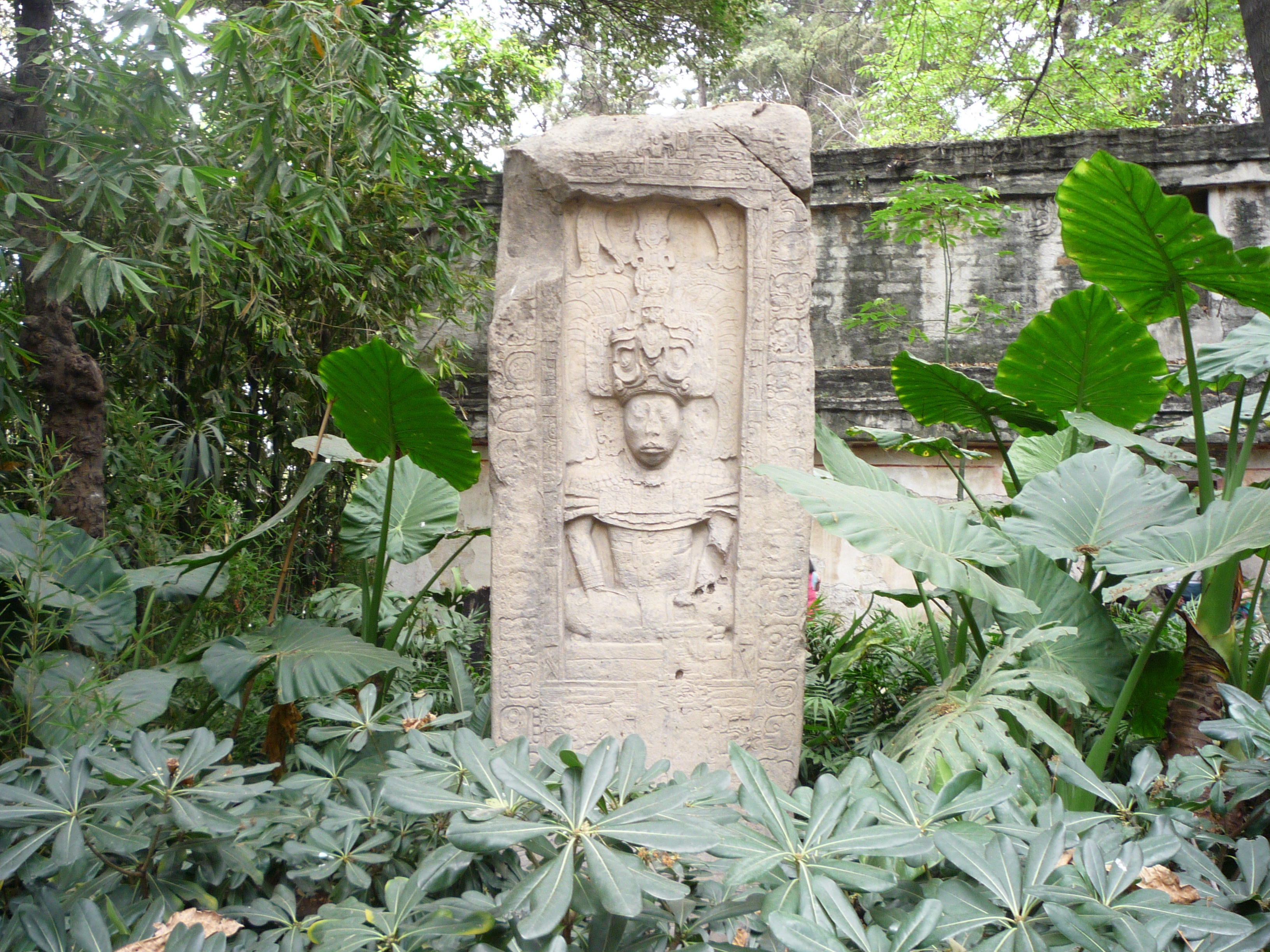
Stele 13
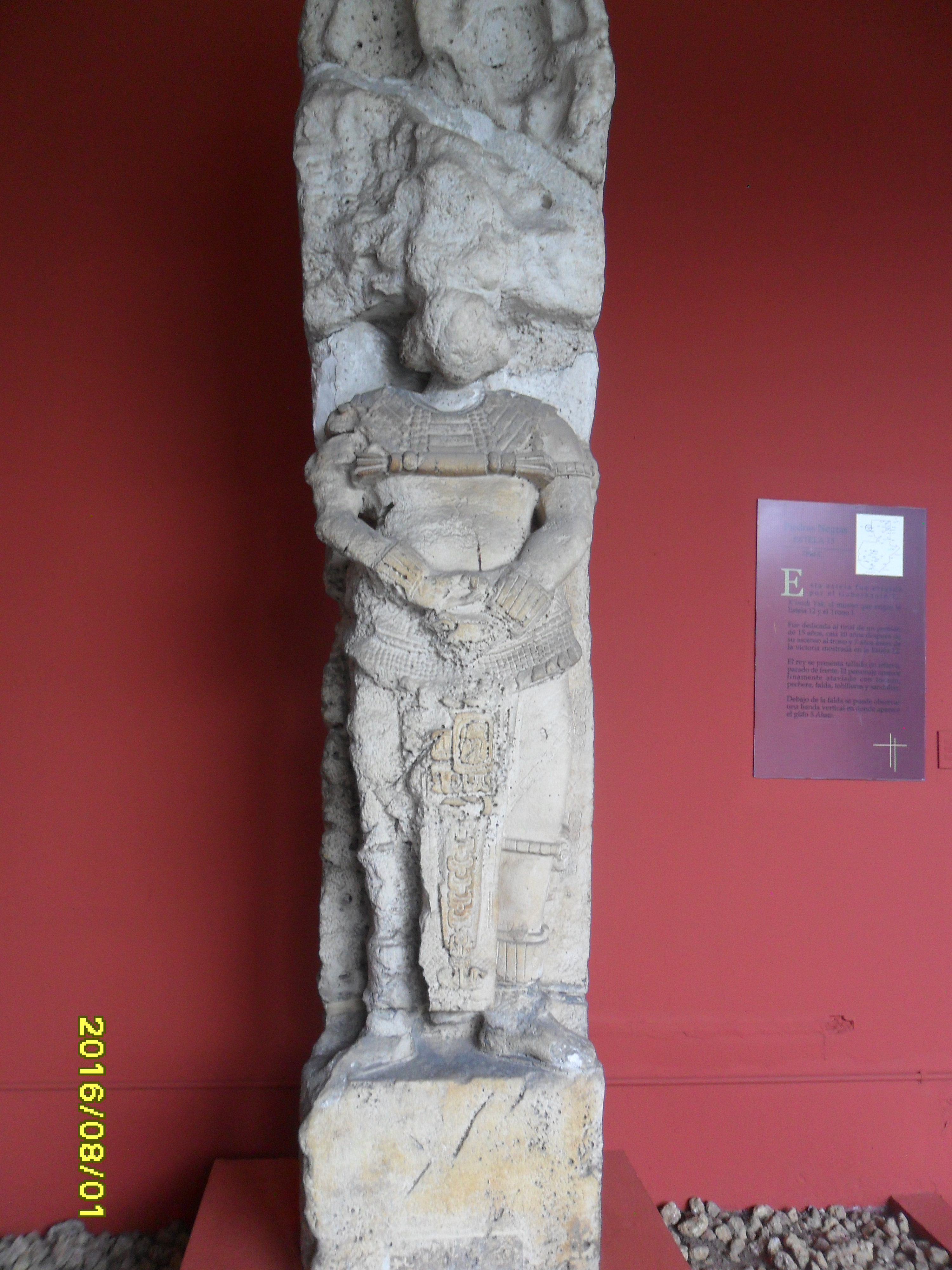
Stele 15

## Restitution einer gestohlenen Stele
Im Oktober 2021 wurde in Paris das Fragment einer Stele der historischen Maya-Kultur an einen Vertreter von Guatemala zurückgegeben. Es war in den 1960er Jahren in Piedras Negras gestohlen worden und wurde 2019 nach Einspruch durch Guatemala bei einer geplanten Versteigerung konfisziert. Nach Vermittlung durch die UNESCO erklärte sich die Besitzerin schließlich zur Rückgabe bereit.

## Herrscher
| Name                   | Namensglyphen | regiert von      | regiert bis      | Monumente                                                            | Bemerkungen                                                          |
| ---------------------- | ------------- | ---------------- | ---------------- | -------------------------------------------------------------------- | -------------------------------------------------------------------- |
| K'an Ahk I.            |               | ca. 297          | ca. 297          |                                                                      | Herrscher A wurde später vom Herrscher Yaxchilans gefangen genommen. |
| K'an Ahk II.           |               | ca. 478          | ca. 478          |                                                                      |                                                                      |
| Yat Ahk I.             |               | ca. 510          | ca. 510          |                                                                      |                                                                      |
| Herrscher C            |               | 514              | ca. 520          | - Paneel 12                                                          |                                                                      |
| K'inich Yo'nal Ahk I.  |               | 14. November 603 | 3. Februar 639   | - Stelen 25, 26, 31 - Pyramide R-5                                   | Möglicherweise Rastaurator der herrschenden Dynastie                 |
| Itzam K'an Ahk I.      |               | 12. April 639    | 15. November 686 | - Stelen 33, 34, 35, 36, 37, 38, 39 - Paneele 2, 4, 7 - Thron 2      |                                                                      |
| K'inich Yo'nal Ahk II. |               | 2. Januar 687    | ca. 729          | - Stelen 1, 2, 3, 4, 5, 6, 7, 8 - Pyramide J-5 - Altar 1 - Paneel 15 |                                                                      |
| Itzam K'an Ahk II.     |               | 9. November 729  | 26. November 757 | - Stelen 9, 10, 11, 22, 40 - Pyramid O-13 - Altar 2                  | Möglicherweise Begründer einer neuen Herrscherlinie                  |
| Yo'nal Ahk III.        |               | 10. März 758     | ca. 767          | - Stelen 14 und 16                                                   |                                                                      |
| Ha' K'in Xook          |               | 14. Februar 767  | 24. März 780     | - Stelen 13, 18, 23                                                  | Tod oder Abdankung                                                   |
| K'inich Yat Ahk II.    |               | 31. Mai 781      | ca. 808          | - Stelen 12 und 15 - Altar 4 - Paneele 1? und 3 - Thron 1            | Bruder von Ha' K'in Xook                                             |

## Sonstiges
Auf dem Gelände der ehemaligen Maya-Stadt wurde die Urne mit der Asche der Forscherin Tatiana Proskouriakoff beigesetzt, der es in Piedras Negras als erster gelang, eine Herrscherchronologie zu erarbeiten.